# Consell comarcal
El consell comarcal és un òrgan d'administració i govern de les comarques d'alguns territoris, com ara la Comunitat Autònoma de Catalunya o l'Aragó.
Els consells comarcals a Catalunya són l'òrgan de govern i d'administració de la comarca i van ser creats l'any 1987, amb la Llei de Consells Comarcals, posteriorment modificada l'any 2003 amb el Decret Legislatiu 4/2003, de 4 de novembre, pel qual s'aprovà el text refós de la Llei d'organització comarcal de Catalunya. Actualment, hi ha 41 consells comarcals a Catalunya.
La seva organització, com en tots els ens locals de Catalunya, es configura amb un òrgan col·legiat, el ple, i un òrgan unipersonal, el President. El ple del consell comarcal està format, tal com correspon a un ens de segon grau, per regidors dels ajuntaments que la componen. La designació dels consellers comarcals es fa per un sistema basat en la Regla D'Hondt aplicant un fórmula mixta tenint en compte tant els vots obtinguts per cada candidatura com el nombre de regidors. El ple del Consell escull el President, el qual té les atribucions representatives inherents al càrrec i les de supervisió de l'administració, dels serveis i del personal.
Els consells compten amb el gerent, una figura integrada en la cúpula del govern. Es tracta d'un professional que té plena dedicació a l'execució de les tasques del govern i l'administració comarcals.
Sent consellera Joana Ortega es va proposar la reforma dels consells eliminant la figura dels consellers comarcals que són més d'un miler a tot Catalunya. Malgrat la crisi econòmica però aquesta mesura no ha tirat endavant.

## Llista de consells comarcals de Catalunya
Cal tenir en compte que en aquesta llista no hi figuren el Consell General d'Aran, que constitueix una mena d'entitat diferent; el Consell Comarcal del Barcelonès, que va ser suprimit el 2019; ni tampoc el Consell Comarcal del Lluçanès, que ha de ser constituït després de les eleccions municipals espanyoles de 2027.
| Consell comarcal | Consell comarcal | Consell comarcal                        | Consellers | Partit majoritari | Partit majoritari | DE   | PE   |
| ---------------- | ---------------- | --------------------------------------- | ---------- | ----------------- | ----------------- | ---- | ---- |
| AC               | AC               | Consell Comarcal de l'Alt Camp          | 19         |                   | JxCAT (8)         | 2023 | 2027 |
| AE               | AE               | Consell Comarcal de l'Alt Empordà       | 33         |                   | JxCAT (13)        | 2023 | 2027 |
| AP               | AP               | Consell Comarcal de l'Alt Penedès       | 33         |                   | JxCAT (11)        | 2023 | 2027 |
| AU               | AU               | Consell Comarcal de l'Alt Urgell        | 19         |                   | JxCAT (9)         | 2023 | 2027 |
| AG               | AG               | Consell Comarcal de l'Alta Ribagorça    | 19         |                   | JxCAT (6)         | 2023 | 2027 |
| AI               | AI               | Consell Comarcal de l'Anoia             | 33         |                   | ERC (10)          | 2023 | 2027 |
| BG               | BG               | Consell Comarcal del Bages              | 33         |                   | ERC (14)          | 2023 | 2027 |
| BC               | BC               | Consell Comarcal del Baix Camp          | 33         |                   | ERC (10)          | 2023 | 2027 |
| BB               | BB               | Consell Comarcal del Baix Ebre          | 25         |                   | ERC (10)          | 2023 | 2027 |
| BM               | BM               | Consell Comarcal del Baix Empordà       | 33         |                   | ERC (9)           | 2023 | 2027 |
| BT               | BT               | Consell Comarcal del Baix Llobregat     | 39         |                   | PSC (17)          | 2023 | 2027 |
| BP               | BP               | Consell Comarcal del Baix Penedès       | 33         |                   | PSC (12)          | 2023 | 2027 |
| BD               | BD               | Consell Comarcal del Berguedà           | 19         |                   | ERC (6)           | 2023 | 2027 |
| CD               | CD               | Consell Comarcal de la Cerdanya         | 19         |                   | JxCAT (9)         | 2023 | 2027 |
| CB               | CB               | Consell Comarcal de la Conca de Barberà | 19         |                   | ERC (8)           | 2023 | 2027 |
| GF               | GF               | Consell Comarcal del Garraf             | 33         |                   | PSC (13)          | 2023 | 2027 |
| GG               | GG               | Consell Comarcal de les Garrigues       | 19         |                   | JxCAT (9)         | 2023 | 2027 |
| GX               | GX               | Consell Comarcal de la Garrotxa         | 25         |                   | JxCAT (12)        | 2023 | 2027 |
| GN               | GN               | Consell Comarcal del Gironès            | 33         |                   | JxCAT (11)        | 2023 | 2027 |
| MM               | MM               | Consell Comarcal del Maresme            | 33         |                   | PSC (9)           | 2023 | 2027 |
| MO               | MO               | Consell Comarcal del Moianès            | 19         |                   | ERC (10)          | 2023 | 2027 |
| MT               | MT               | Consell Comarcal del Montsià            | 25         |                   | ERC (10)          | 2023 | 2027 |
| NG               | NG               | Consell Comarcal de la Noguera          | 19         |                   | ERC (9)           | 2023 | 2027 |
| OS               | OS               | Consell Comarcal d'Osona                | 33         |                   | ERC (11)          | 2023 | 2027 |
| PJ               | PJ               | Consell Comarcal del Pallars Jussà      | 19         |                   | ERC (8)           | 2023 | 2027 |
| PS               | PS               | Consell Comarcal del Pallars Sobirà     | 19         |                   | ERC (12)          | 2023 | 2027 |
| PU               | PU               | Consell Comarcal del Pla d'Urgell       | 19         |                   | ERC (10)          | 2023 | 2027 |
| PE               | PE               | Consell Comarcal del Pla de l'Estany    | 19         |                   | JxCAT (9)         | 2023 | 2027 |
| PR               | PR               | Consell Comarcal del Priorat            | 19         |                   | ERC (13)          | 2023 | 2027 |
| RE               | RE               | Consell Comarcal de la Ribera d'Ebre    | 19         |                   | ERC (9)           | 2023 | 2027 |
| RI               | RI               | Consell Comarcal del Ripollès           | 19         |                   | ERC (6)           | 2023 | 2027 |
| SR               | SR               | Consell Comarcal de la Segarra          | 19         |                   | JxCAT (8)         | 2023 | 2027 |
| SI               | SI               | Consell Comarcal del Segrià             | 33         |                   | JxCAT (10)        | 2023 | 2027 |
| SV               | SV               | Consell Comarcal de la Selva            | 33         |                   | JxCAT (12)        | 2023 | 2027 |
| SL               | SL               | Consell Comarcal del Solsonès           | 19         |                   | ERC (7)           | 2023 | 2027 |
| TR               | TR               | Consell Comarcal del Tarragonès         | 33         |                   | PSC (11)          | 2023 | 2027 |
| TT               | TT               | Consell Comarcal de la Terra Alta       | 19         |                   | JxCAT (8)         | 2023 | 2027 |
| UR               | UR               | Consell Comarcal de l'Urgell            | 19         |                   | ERC (9)           | 2023 | 2027 |
| VC               | VC               | Consell Comarcal del Vallès Occidental  | 39         |                   | PSC (14)          | 2023 | 2027 |
| VR               | VR               | Consell Comarcal del Vallès Oriental    | 33         |                   | ERC (12)          | 2023 | 2027 |